# Михаїл Анагнос
Михаїл Анагнос (грец. Μιχαήλ Αναγνωστόπουλος/Ανάγνος; 7 листопада 1837 — 29 червня 1906) — спеціаліст у галузі навчання сліпих та глухонімих дітей, другий директор Школи для сліпих Перкінса, письменник, педагог і правозахисник. Добре знаний співпрацею з Гелен Келлер.

## Біографія
Народився як Майкл Анагностопулос 7 листопада 1837 року в Папінго, невеликому селі в гірській місцевості Епіру, яка тоді була частиною Османської імперії. Його батьком був Деметріос А. Теодор, а матір'ю — Калліна Панайотіс. Його батько був фермером і пастухом і дуже цінував освіту свого сина. Регіон не страждав від османського панування, з населення стягувався спеціальний податок султанові. Османські солдати ніколи не приходили до села. Анагнос навчався в середній школі в Яніні, а у 19 років вступив до Афінського національного університету імені Каподістрії. Протягом наступних чотирьох років опановував грецьку, латинську, французьку мови та філософію. Потім Анагнос три роки вивчав право з наміром стати політологом і журналістом. У 24 роки приєднався до щоденної афінської газети «Ethnophylax». Згодом став головним редактором.
Анагнос взяв активну участь в опозиції до короля Оттона та його уряду та брав активну участь у його поваленні. Представив масонство в Греції, щоб агітувати за повалення за допомогою Джузеппе Гарібальді й одного з його синів. Король Георг змінив короля Отто, а Анагнос залишив газету через розбіжності щодо повстання на Криті 1866 року. Греція перебувала в стані активної війни з Османською імперією з 1821 року, й американський філеллін і лікар Семюел Грідлі Гау їздили до Греції протягом 1860-х років, щоб запропонувати допомогу. Семюел Грідлі Гау познайомився з Анагносом і найняв його своїм секретарем. Анагнос організовував допомогу військовим силам і відповідав Критський комітет в Афінах. Гау повернутися до США та запросив Анагноса до Бостона, щоб продовжити роботу з Критським комітетом у Новій Англії приблизно у 1868 році.
Анагнос прибув до США у 31 рік. Був приватним вчителем у родині Гау; Гау заснував школу для сліпих Перкінса. Анагнос почав навчати латини та грецької кількох сліпих дітей. Після кількох років у США і за сприяння Гау Анагнос почав викладати грецьку мову в різних коледжах. У грудні 1870 року він одружився з донькою Гау, Джулією Романою Гау. Постійним домом Анагнос став Бостон.
Анагнос був помічником Гау. У відсутність Гау Анагнос був директором школи для сліпих Перкінса; він добре познайомився з системою навчання сліпих і глухих. Він вивчав успіх Лори Бріджмен, колишньої студентки Школи для сліпих Перкінса, що сприяло його роботі з Гелен Келлер, Томасом Стрінгером, Віллі Елізабет Робін й іншими сліпими та глухими студентами. Гау помер у січні 1876 року; після його смерті Анагнос став другим директором Школи для сліпих Перкінса.
1882 року Анагнос опублікував «Навчання сліпих». Приблизно в цей час розробив план дитячого садка для навчання сліпих і глухих дітей. Його дружина була дуже освіченою. Вона видала кілька книжок і допомагала та надихала свого чоловіка на роботу з глухими та сліпими, а також допомагала збирати гроші на дитячий садок. Однак 1886 року раптово померла у віці 41 року. Дітей у пари не було. Протягом кількох наступних років збудували будівлю дитячого садка в Джамайка-Плейн, Бостон, й організували великий ендавмент. Анагнос невпинно працював над завершенням проєкту. Одним із перших учнів був Томас Стрінгер. Приблизно в цей час Анагнос послав колишню студентку Перкінса Енн Салліван навчати Гелен Келлер.
Приблизно 1889 року подорожував Грецією та іншими частинами Європи протягом 15 місяців. Під час перебування в Греції зустрівся з Ольгою, королевою Греції. Королева дізналася про історію Гелен Келлер і попросила прочитати кожен лист, який вона написала Анагносу. Її так зацікавили листи, що вона зберегла кілька, і дев'ятирічна сліпа дівчинка була високо поважана при дворі королеви. Багато американських газет поширювали історію про популярність Гелен Келлер у королівському дворі. Приблизно у десять років Гелен Келлер написала «Короля Фроста» і надіслала його як дарунок на день народження Анагносу. Він опублікував історію в «The Mentor», журналі випускників школи Перкінса. Історія була потім опублікована в «The Goodson Gazette», журналі про освіту сліпоглухих з Вірджинії. Згодом Гелен Келлер стала першою сліпоглухою жінкою, яка здобула ступінь бакалавра. Її історія стала однією з найпопулярніших в історії Америки.

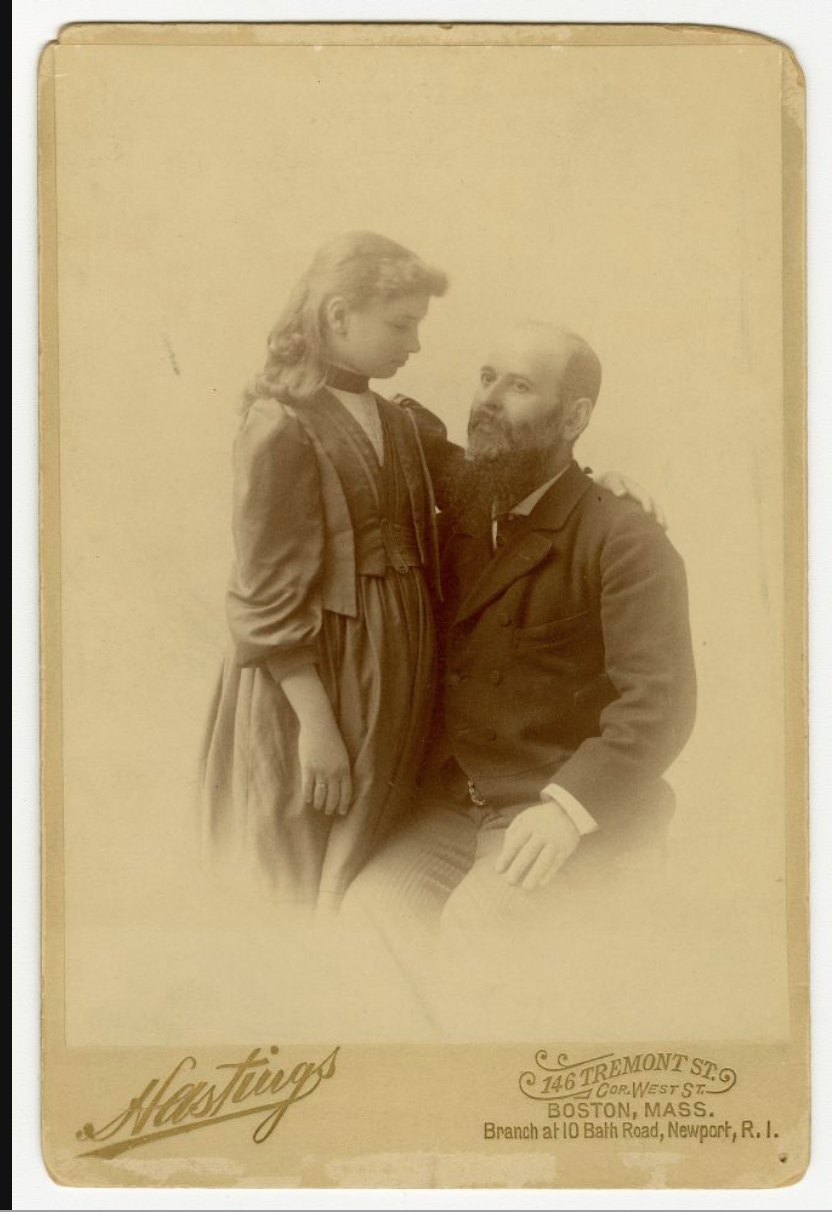
Гелен Келлер і Майкл Анагнос, 1891

Часто проводив час зі знаним професором Гарварду Евангеліносом Апостолідом Софоклісом. 1892 року здобув почесний ступінь магістра Гарвардського університету. Близько 1900 року поїхав до Парижа для участі в Міжнародному конгресі вчителів і друзів сліпих. Він представляв США та Школу Перкінса. Він зробив великі фінансові внески в грецьку освіту і заснував школи в Папінго, Греція. Був президентом і засновником Національного союзу греків у США. Також заснував Товариство Платона, Всегрецький союз й Організацію Александра Великого. Був віцепрезидентом Массачусетської медичної гімнастичної асоціації. Відіграв важливу роль у створенні місцевих православних церков у районі Бостона та допомозі місцевим грецьким іммігрантам.
1906 року поїхав до Афін і спостерігав за Олімпійськими іграми. Помер 29 червня 1906 року під час подорожі Румунією. Тіло його перевезли в Епір і там поховали. У Бостоні 2000 людей зібралися на його панахиду в Тремонтському храмі. Серед відомих гостей були губернатор Кертіс Гільд-молодший, мер Джон Фіцджеральд, Джулія Ворд Гау, єпископ Массачусетського єпископа Вільям Лоуренс і Флоренс Гау Голл.

## Праці
- Education of the Blind Historical Sketch of Its Origin, Rise and Progress 1882
- Kindergarten and Primary School for the Blind A Second Appeal for Its Foundation and Endowment 1884
- The Education of the Blind in the United States of America Its Principles, Development and Results; Two Addresses 1904